# Вац
Вац (на унгарски: Vác; на немски: Waitzen; на словашки: Vacov) е град в Унгария. Населението му е 32 728 жители (по приблизителна оценка за януари 2018 г.), а площта 61,63 кв. км. Намира се в часова зона UTC+1.
Пощенският му код е 2600, а телефонния 27.